# Arnold Vosloo
Arnold Vosloo (sinh ngày 16 tháng 6 năm 1962 tại Nam Phi), là một diễn viên từng được biết đến với một giải thưởng cho nhân vật phản diện được yêu thích nhất khi anh đóng vai Imhotep trong bộ phim Xác ướp từng làm mưa gió trên thị trường điện ảnh năm 1999.Vosloo nhanh chóng được công nhận là một diễn viên nổi tiếng tại quê nhà và nhận được một số giải thưởng.

## Tiểu sử
Sau khi sang định cư tại Hoa Kỳ, anh tham gia phim Circle In The Square Uptown, cùng thủ vai chính với Al Pacino và Sheryl Lee.
Sau đó anh đã có thêm 18 vai diễn trong Ridley Scott's 1492: Conquest of Paradise (1992), John Woo's Hard Target (1993), Darkman II: The Return of Durant (1994) và Darkman III: Die Darkman Die (1996) và Roxanne (1997).
Trên màn ảnh nhỏ, Vosloo xuất hiện trong American Gothic (1995) của hãng Fox và Nvaih Bridges (1996) của hãng CBS.
Gần đây nhất, anh vào một vai phụ trong phim Biệt đội G.I. Joe

## Phim tham gia
| Năm  | Phim                                                       | Vai                         | Ghi chú                                    |
| ---- | ---------------------------------------------------------- | --------------------------- | ------------------------------------------ |
| 1984 | Boetie gaan border toe (Little Brother Goes to the Border) | Boetie                      |                                            |
| 1985 | Morenga                                                    | Schiller                    |                                            |
| 1987 | Skeleton Coast                                             | Blade                       |                                            |
| 1987 | Saturday Night at the Palace                               | Dougie                      |                                            |
| 1987 | Steel Dawn                                                 | Makker                      |                                            |
| 1988 | Act of Piracy                                              | Sean Stevens                |                                            |
| 1988 | Gor                                                        | Norman                      |                                            |
| 1989 | Reason to Die                                              | Wilson                      |                                            |
| 1989 | The Revenger                                               | Mackie                      |                                            |
| 1990 | Circles in a Forest                                        | Saul                        |                                            |
| 1990 | Living to Die                                              | Jimmy                       |                                            |
| 1990 | The Rutanga Tapes                                          | Assad                       |                                            |
| 1990 | Buried Alive                                               | Ken Wade                    |                                            |
| 1992 | The Finishing Touch                                        | Mikael Gant                 |                                            |
| 1992 | 1492: Conquest of Paradise                                 | Guevara                     |                                            |
| 1993 | Red Shoe Diaries 2: Double Dare                            | Bill                        |                                            |
| 1993 | Hard Target                                                | Pick van Cleaf              |                                            |
| 1994 | Darkman II: The Return of Durant                           | Darkman/Dr. Peyton Westlake |                                            |
| 1995 | American Gothic                                            | Rafael Santo                |                                            |
| 1995 | Fallen Angels                                              | MacMan                      |                                            |
| 1996 | Nash Bridges                                               | Alex Abe                    |                                            |
| 1996 | Darkman III: Die, Darkman, Die                             | Darkman/Dr. Peyton Westlake | Direct-to-video phim                       |
| 1997 | Zeus and Roxanne                                           | Claude Carver               |                                            |
| 1998 | Rough Draft                                                | Stefan                      |                                            |
| 1998 | Progeny                                                    | Dr. Craig Burton            |                                            |
| 1999 | Strange World                                              | Dark-Haired Man             |                                            |
| 1999 | The Mummy                                                  | High Priest Imhotep         | Phim chiếu rạp                             |
| 2000 | Charmed                                                    | Darklighter                 |                                            |
| 2001 | The Red Phone: Manhunt                                     | Wolf                        | Phim truyền hình                           |
| 2001 | The Mummy Returns                                          | High Priest Imhotep         |                                            |
| 2002 | Endangered Species                                         | Warden                      |                                            |
| 2002 | Con Express                                                | Anton Simeonov              |                                            |
| 2002 | Warrior Angels                                             | Luke                        |                                            |
| 2002 | Global Effect                                              | Dr. Richard Hume            |                                            |
| 2003 | Veritas: The Quest                                         | Vincent Siminou             | Phim truyền hình                           |
| 2003 | Agent Cody Banks                                           | Francois Molay              |                                            |
| 2003 | The Red Phone: Checkmate                                   | Wolf                        | Phim truyền hình                           |
| 2004 | Alias                                                      | Mr. Zisman                  | Television series, Guest star in Crossings |
| 2004 | Meltdown                                                   | Khalid/Sands                | Phim truyền hình                           |
| 2004 | Forgiveness                                                | Tertius Coetzee             |                                            |
| 2005 | 24                                                         | Habib Marwan                | Television series, recurring character     |
| 2006 | Im Auftrag des Vatikans (Death Train)                      | Lennart                     | Phim truyền hình                           |
| 2006 | Blood Diamond                                              | Colonel Coetzee             |                                            |
| 2007 | Living & Dying                                             | Detective Rick Devlin       |                                            |
| 2007 | Shark                                                      | Andre Zitofsky              | loạt phim truyền hình                      |
| 2008 | Odysseus and the Isle of the Mists                         | Odysseus                    |                                            |
| 2008 | Shark                                                      | Andre Zitofsky              | loạt phim truyền hình "Gangster Movies"    |
| 2009 | Chuck                                                      | Vincent                     |                                            |
| 2009 | Fire and Ice: The Dragon Chronicles                        | King Augustin               |                                            |
| 2009 | NCIS                                                       | Mossad Officer Amit Hadar   |                                            |
| 2009 | G.I. Joe: The Rise of Cobra                                | Zartan                      | Phim chiếu rạp                             |